# کوگاناک‌باش
کوگاناک‌باش (انگلیسی: Kuganakbash) یک شهرک در شهرستان استرلیباشفسکی استان باشقیرستان کشور روسیه است.